# Spółka handlowa
Spółka handlowa – prawna forma współdziałania w celu zarobkowym co najmniej dwóch podmiotów (spółki kapitałowe mogą mieć jednego wspólnika) w rozumieniu prawa cywilnego, powstająca na skutek zawarcia właściwej umowy uregulowanej przepisami prawa handlowego. Rozróżnia się osobowe i kapitałowe spółki prawa handlowego.

## Prawo polskie

### Wprowadzenie
Kodeks spółek handlowych (KSH) reguluje tworzenie, organizację, funkcjonowanie, rozwiązywanie, łączenie, podział i przekształcanie spółek handlowych. Podpisując umowę spółki handlowej, wspólnicy lub akcjonariusze zobowiązują się dążyć do osiągnięcia wspólnego celu przez wniesienie wkładów finansowych oraz jeśli umowa lub status spółki tak stanowi, przez współdziałanie w inny określony sposób. Spółkami handlowymi w rozumieniu KSH są:
- spółki osobowe:
  - spółka jawna,
  - spółka partnerska,
  - spółka komandytowa,
  - spółka komandytowo-akcyjna,
- spółki kapitałowe:
  - spółka z ograniczoną odpowiedzialnością,
  - prosta spółka akcyjna,
  - spółka akcyjna.

### Spółka jawna
Spółka jawna to spółka osobowa, która prowadzi przedsiębiorstwo pod własną firmą, a nie jest inną spółką handlową. Spółka jawna jest osobową spółką handlową i praktycznie stanowi odpowiednik spółki cywilnej. Każdy wspólnik odpowiada za zobowiązania spółki bez ograniczenia całym swoim majątkiem solidarnie z pozostałymi wspólnikami oraz ze spółką, z uwzględnieniem przepisu, który mówi, że wierzyciel spółki może prowadzić egzekucję z majątku wspólnika w przypadku, gdy egzekucja z majątku spółki okaże się bezskuteczna (subsydiarna odpowiedzialność wspólnika).

### Spółka partnerska
Spółka partnerska to spółka osobowa, utworzona przez wspólników (partnerów) w celu wykonywania wolnego zawodu w spółce prowadzącej przedsiębiorstwo pod własną firmą. Firma tej spółki powinna zawierać nazwisko co najmniej jednego partnera, dodatkowe oznaczenie, że chodzi o spółkę partnerską – „i partner”; „i partnerzy”; „spółka partnerska” – oraz określenie wolnego zawodu (bądź zawodów) wykonywanego w spółce. Spółka powstaje w momencie wpisu do odpowiedniego rejestru. Niezbędne jest przestawienie w trakcie rejestracji dokumentu potwierdzającego uprawnienia do wykonywania wolnego zawodu.
Partnerami w spółce mogą być osoby wykonujące następujące wolne zawody, np. adwokat, radca prawny, notariusz, architekt, inżynier budownictwa, biegły rewident, księgowy, makler papierów wartościowych, doradca inwestycyjny, doradca podatkowy, lekarz, lekarz weterynarii, lekarz dentysta, aptekarz, położna, pielęgniarka, tłumacz przysięgły, rzecznik patentowy.
Partner nie ponosi odpowiedzialności za zobowiązania spółki powstałe wskutek wykonywania wolnego zawodu przez partnerów. Jak również nie odpowiada za następstwa działań lub zaniechań osób zatrudnionych przez spółkę, które podlegają kierownictwu innego partnera. Wspólnicy mogą jednak uregulować tę kwestię według modelu spółki jawnej- dotyczy to też reprezentacji spółki (wówczas wspólnik odwoływany jest większością 3/4 głosów przez 2/3 ogólnej liczby partnerów). Możliwe jest też powołanie przez wspólników zarządu i reprezentacja według modelu spółki z ograniczoną odpowiedzialnością.
Tylko w tej spółce występuje quasi-wyłączenie wspólnika, wskutek utraty przez niego uprawnienia do wykonywania wolnego zawodu.

### Spółka komandytowa
Spółka komandytowa to spółka osobowa mająca na celu prowadzenie przedsiębiorstwa pod własną firmą, w której wobec wierzycieli za zobowiązania spółki co najmniej jeden wspólnik odpowiada bez ograniczenia (komplementariusz), a odpowiedzialność co najmniej jednego wspólnika (komandytariusza) jest ograniczona.
Spółka ta jest często stosowaną formą prowadzenia działalności gospodarczej w sytuacji, w której jeden ze wspólników chce zainwestować kapitał w dane przedsięwzięcie i czerpać zeń korzyści, bez obawy o majątek osobisty, a pełną odpowiedzialność wobec wierzycieli przyjmują pozostali wspólnicy, prowadząc spółkę i ją reprezentując.
Jest to znakomita forma współpracy przewidziana dla osób, z których jedna ma pomysł na działalność, a druga posiada wolny kapitał na jej sfinansowanie.

### Spółka komandytowo-akcyjna
Spółka komandytowo-akcyjna to spółka osobowa mająca na celu prowadzenie przedsiębiorstwa pod własną firmą, w której wobec wierzycieli za zobowiązania spółki co najmniej jeden wspólnik odpowiada bez ograniczenia (komplementariusz), a co najmniej jeden wspólnik jest akcjonariuszem.
Główną więc różnicą między spółką komandytową a komandytowo-akcyjną jest fakt nabywania kapitału przez emitowanie akcji.

### Spółka z ograniczoną odpowiedzialnością
Spółka z ograniczoną odpowiedzialnością to podstawowa i najczęściej spotykana forma prawna spółki prawa handlowego. Jest to kapitałowa spółka prawa handlowego, choć silnie obecne są w niej elementy osobowe. W tym kontekście należy wymienić przede wszystkim prawo do informacji i kontroli działalności spółki przez wspólników, brak wymogu ustanowienia rady nadzorczej w spółkach o kapitale zakładowym nieprzekraczającym 500.000 PLN i liczbie wspólników mniejszej niż 25, możliwość gromadzenia kapitału poprzez nałożenie na wspólników obowiązku dopłat. Specyficznie polskim rozwiązaniem (funkcjonującym od 1933 r.), jest możliwość pociągnięcia do odpowiedzialności za zobowiązania spółki członków jej zarządu, jeśli nie zgłoszą w odpowiednim terminie wniosku o upadłość spółki (przy czym możliwość ta podlega pewnym obostrzeniom). Rozwiązanie to stanowi swego rodzaju namiastkę rozwiniętej w zachodnich systemach prawnych doktryny odpowiedzialności przebijającej.
Historycznie spółka z ograniczoną odpowiedzialnością wykształciła się w końcu XIX wieku w Niemczech, jako odpowiedź ustawodawcy na potrzeby przedsiębiorców. W warunkach szybko rozwijającej się gospodarki przemysłowej, powstała ze strony tej grupy społecznej presja na stworzenie instrumentu prawnego umożliwiającego wyłączenie osobistej odpowiedzialności inwestora za ewentualne niepowodzenie rynkowe, a jednocześnie bardziej elastycznego od spółki kapitałowej w czystej formie, czyli spółki akcyjnej.
Zgodnie z Kodeksem spółek handlowych, spółka z ograniczoną odpowiedzialnością może być utworzona przez jedną albo więcej osób w każdym celu prawnie dopuszczalnym, chyba że ustawa stanowi inaczej. Nie może być zawiązana wyłącznie przez inną jednoosobową spółkę z ograniczoną odpowiedzialnością. Opiera się na koncepcji zaangażowania kapitałowego wspólników i ich odpowiedzialności ograniczonej do wkładu w majątek spółki.
Charakterystyczną cechą spółki z ograniczoną odpowiedzialnością jest brak odpowiedzialności co do zasady wspólników za zobowiązania spółki. Spółka nabywa osobowość prawną z chwilą zarejestrowania w Krajowym Rejestrze Sądowym (w rejestrze przedsiębiorców). Wpis ten ma więc charakter konstytutywny.
Spółka z ograniczoną odpowiedzialnością umożliwia pozyskiwanie kapitału i nowych wspólników, wyłącza odpowiedzialność wspólników za zobowiązania samej spółki oraz daje możliwość pełnej kontroli poczynań zarządu przez udziałowców spółki.
Umowa spółki z o.o. obowiązkowo musi zostać zawarta w formie aktu notarialnego (chyba że skorzystano z wzorca umowy), ponieważ stanowi najważniejszy dokument spółki. Wszelkie zmiany w funkcjonowaniu spółki, wymagają aktualizacji danych w Krajowym Rejestrze Sądowym (KRS).
Umowa spółki musi zawierać:
- nazwę spółki,
- siedzibę spółki,
- przedmiot działalności,
- wysokość kapitału zakładowego (minimum 5 000 złotych),
- informacje na temat udziałów,
- liczbę oraz wartość udziałów należących do wspólników,
- czas, na jaki zawierana jest spółka (jeśli został określony)[8].

### Spółka akcyjna
Spółka akcyjna to kapitałowa spółka prawa handlowego. Przyjmuje się, iż jest to właściwa („czysta”) spółka kapitałowa, której kapitał zakładowy jest podzielony na akcje będące papierami wartościowymi. Zawiązać spółkę akcyjną może jedna albo więcej osób w celu nie tylko gospodarczym.
Spółka posiada osobowość prawną. Wyłączona jest osobista odpowiedzialność akcjonariuszy za zobowiązania spółki. Spółkę charakteryzuje fakt nabywania kapitału przez emitowanie i sprzedaż akcji, dzięki czemu możliwa jest łatwa kumulacja kapitałów wielu osób lub firm. Spółka nabywa osobowość prawną z chwilą zarejestrowania w Krajowym Rejestrze Sądowym (w rejestrze przedsiębiorców). Wpis ten ma więc charakter konstytutywny.
W przypadku spółki akcyjnej kapitał zakładowy wynosi przynajmniej 100 000 złotych. Jego wartość jest dzielona pomiędzy akcje, które z kolei w następnej kolejności mogą zostać objęte przez akcjonariuszy (wspólników spółki akcyjnej). Jedną z jego cech jest to, że jest niepodzielny, co wiąże się z tym, iż pieniądze nie mogą zostać podzielone między działających wspólników. Kapitał zakładowy może być pokryty w formie wkładów gotówkowych, bądź w postaci niepieniężnej. Zadaniem wspólników jest ujęcie wszystkich informacji na temat kapitału zakładowego w umowie spółki.